# Manuel González Araco
Manuel González Araco va ser un advocat i periodista espanyol del segle xix.
Va néixer en la localitat burgalesa de Briviesca. Advocat i periodista, va ser redactor dels periòdics madrilenys La Reforma y La República Ibérica (1869-1870), així com director de La España Musical (1886). Va ser membre de l'Associació d'Escriptors i Artistes, a més d'autor de diverses obres de caràcter polític i literari, entre elles El Teatro Real por dentro; memorias de un empresario (1897) i Castelar, su vida y su muerte (1900), una biografia d'Emilio Castelar. El seu germà, Gorgonio, va ser metge.